# Беларуска телеграфна агенция
Беларуска телеграфна агенция (на беларуски: Беларускае Тэлеграфнае Агенцтва, на руски: Белорусское Телеграфное Агентство, съкратено БелТА или БЕЛТА) е най-голямата държавна информационна агенция в Беларус.

## История
Беларуската телеграфна агенция е основана в Минск на 23 декември 1918 г., като беларуски клон на Руската телеграфна агенция (РОСТА).
През януари 1921 г. е създадено Беларуското бюро на Руската телеграфна агенция (БелРОСТА).
През януари 1924 г. бюрото е реорганизирано в Беларуския клон на Съюзническата търговска телеграфна агенция (БелКТА).
На 7 март 1931 г. клонът е преобразуван в Беларуска телеграфна агенция (БелТА). По съветско време те са били организационно част от Телеграфната агенция на Съветския съюз (ТАСС).
През февруари 1992 г. Беларуската телеграфна агенция е прехвърлена към Министерството на информацията и през май същата година е преименувана на Беларуска информационна агенция (Белинформ).
На 10 октомври 1995 г. с указ на президента на Република Беларус – Александър Лукашенко агенцията връща предишното си име. Беларуската телеграфна агенция, както и преди, получава приоритетно право да прехвърля официални документи и съобщения до медиите.
От 2003 г. до февруари 2018 г. агенцията се оглавява от Дмитрий Жук (който на 6 февруари е назначен на поста главен редактор на вестник „Съветска Беларус“).
От 5 април 2018 г. генерален директор на Беларуската телеграфна агенция е Ирина Акулович, която преди това оглавява РТВ „Могильов“.